# ميثاق الصمت
ميثاق الصمت-- هو أن يضع شخص ما (عادة شخص يتمتع بنوع من السلطة، ولكن ذلك ليس قاعدة عامة) كان قد شهد أو علم بأمر أو تصرف غير قانوني أو شائن قام به لشخص عادي أو اعتباري ما، ولائه للوحدة التي ينتمي لها (والتي قد تكون الشرطة، الجيش، أو العصابات... إلخ.) فوق أي اعتبار آخر ويمتنع عن إعلام الجمهور أو السلطات المختصة بذلك الأمر.